# Улица Макаёнка
Улица Макаёнка (бел. вуліца Макаёнка) — улица в Первомайском районе Минска.

## История
Названа в честь Андрея Егоровича Макаёнка (1920—1982), драматурга, народного писателя Беларуси.

## Описание
В противоположные стороны от пр. Независимости (на перекрёстке — станция метро «Московская») начинаются ул. Волгоградская и Макаёнка. К началу улицы Макаёнка примыкает киностудия Беларусьфильм. В районе дома 7 улица делает небольшой поворот с юго-востока на юг, затем на юго-запад и пересекает улицу Парниковая и детскую железную дорогу.
Затем улица идёт по периметру прямоугольника — вдоль парка Челюскинцев, Ботанического сада, Слепянской водной системы, детской железной дороги и возвращается к перекрёстку рядом с переездом.

## Объекты
Дома и строения:
- 1
- 3
- 4
- 6
- 7 — Автошкола «Учебный центр БВД»
- 7а — ИП Шлопак

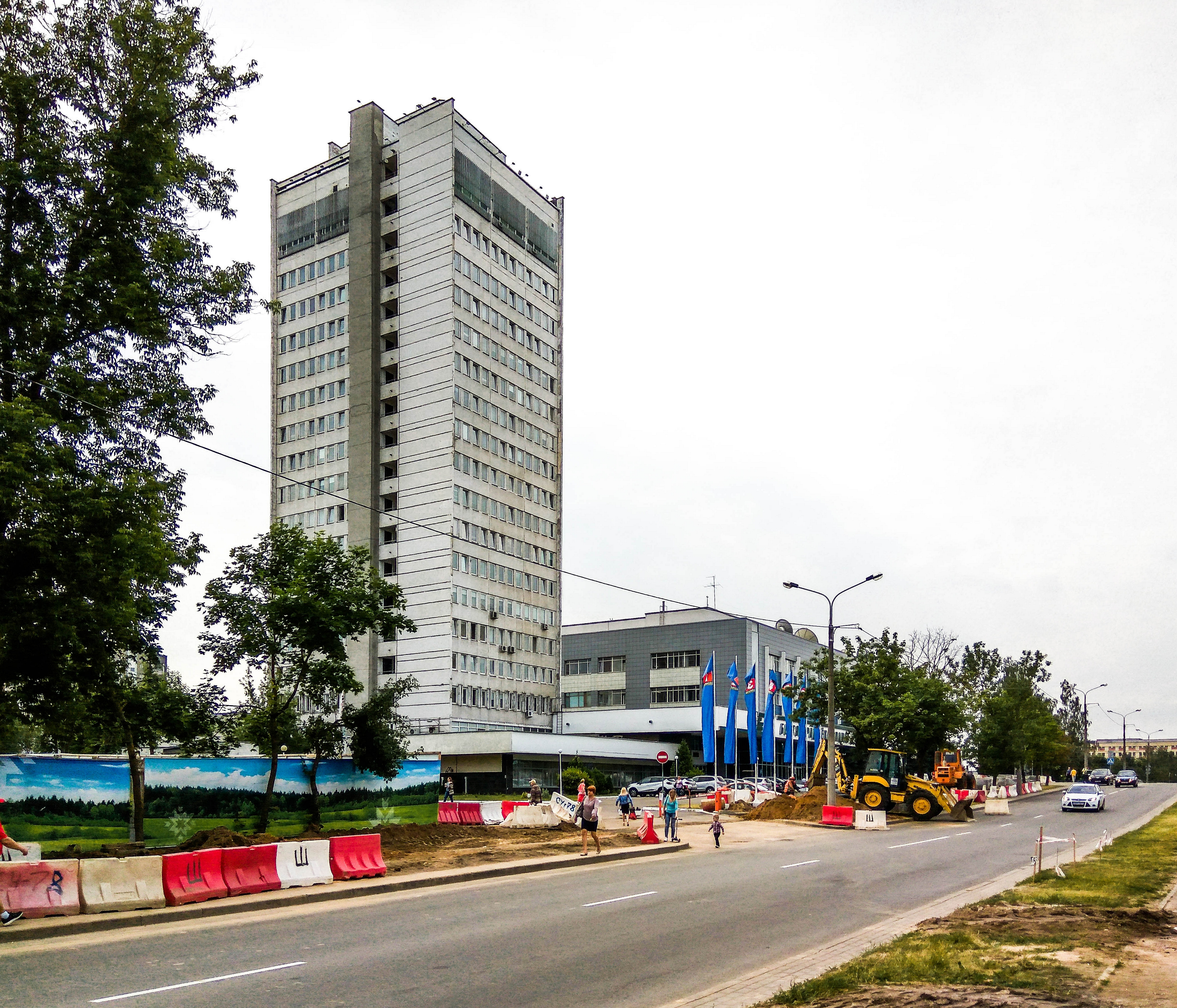
Здание Белтелерадиокомпании

- 8 — Республиканский Центр детского и подрасткового экологического образования
- 9 — Национальная государственная телерадиокомпания Республики Беларусь
- 12 — Кафе «Базилик»
- 12 корпус 2 — ОДО «Экзакум»
- 12а — Картинг-центр СТК «Виктория»
- 13 — Республиканская поликлиника и госпиталь КГБ
- 13а
- 13б
- 14 — Республиканский учебный комплексный гимназия-колледж искусств им. И. О. Ахремчика
- 14а
- 15а
- 17 — Республиканский центр медицинской реабилитации и бальнеолечения, аптека «Фармация А17»[4]
- 19
- 23 — Минский механический завод им. С. И. Вавилова. ОАО «БелОМО»
- 27 — ДЮСШ «Вымпел» профкома ММЗ им. С. И. Вавилова
- 29 — ПТУ № 8 приборостроения

## Транспортная система
Конечный пункт «Макаенка».
- Автобусные маршруты[6]:
  - № 13, 13Д (дс Зелёный Луг-6 — Макаёнка)[7]
  - 35 (движение изменено, ныне проходит по другому пути)
  - № 64 (ДС УРУЧЬЕ-2 — Макаенка)[8]
- Маршрутное такси: 1281[9]